# André Robert (météorologue)
Pour les articles homonymes, voir André Robert et Robert (patronyme).
Le docteur André J. Robert (28 avril 1929 - 18 novembre 1993) est le premier météorologue canadien à développer avec succès un modèle de prévision numérique de la circulation atmosphérique terrestre.

## Carrière
Né à New York en 1928 de parents canadiens, la famille de Robert déménage à Grand-Mère, Québec, en mai 1937. Il a reçu son baccalauréat en sciences de l’Université Laval en 1952 et sa maîtrise de l’Université de Toronto en 1953. Il est engagé en 1952 par le Service météorologique du Canada (SMC) comme un prévisionniste en météorologie.
En 1959, il se tourne vers la recherche dans des modèles atmosphériques pour la prévision numérique du temps à courte et moyen terme en obtenant un poste de chercheur au SMC Centre météorologique canadien à Montréal. Il obtient son doctorat en 1965 de l’Université McGill sur le développement d'un modèle spectral de prévision du temps basé sur une représentation en harmoniques sphériques des champs atmosphériques (An evaluation of the behaviour of planetary waves in an atmospheric model based on spherical harmonics), tout en continuant de travailler pour le SMC.
Entre 1963 et 1970, André Robert a combiné avec succès sa méthodologie avec des techniques lagrangiennes existantes pour produire un modèle spectral. Les méthodes qu'il a développées sont maintenant largement utilisées dans des modèles pour la climatologie et la prévision météorologique,. En 1970-71, il a été brièvement professeur au département de météorologie de l'Université McGill mais devient ensuite le directeur de la recherche en prévision numérique, puis directeur du Centre météorologique canadien en 1973.
En 1987, il prend sa retraite du service public et devient professeur au département de physique de l'Université du Québec à Montréal. Avec des collègues il développe un modèle atmosphérique pleinement élastique, s'affranchissant de l'approximation hydrostatique utilisée dans les modèles à grande échelle, ouvrant ainsi la voie à une formulation universelle applicable à toutes les échelles. Le modèle résultant appelé MC2 est le premier modèle numérique efficace aux équations entièrement élastiques non-hydrostatiques utilisables à toutes échelles. Cette approche est maintenant utilisée dans plusieurs centres de recherche au Canada. Il décède d'un arrêt cardiorespiratoire en novembre 1993.

## Rayonnement international
Durant sa carrière, André Robert a occupé plusieurs fonctions dans des organismes nationaux et internationaux divers. En 1968-69, il a été professeur invité au centre de formation des météorologues américains à Washington, D.C.. De 1968 à 1972, il a été membre du sous-comité en météorologie et sciences atmosphériques au Conseil national de recherches Canada. De 1970 à 1976, le docteur Robert a été membre du groupe de travail sur la prévision numérique de l’Organisation météorologique mondiale (OMM) et en devint le président en 1973. De 1972 à 1976, il a été l'éditeur des publications de l’OMM dans ce domaine.
En 1972-1973, il a été président de la Société canadienne de météorologie et d'océanographie. En même temps, il était président du groupe pour l'organisation d'une conférence sur la paramétrisation sous-maille à Leningrad (URSS) pour l'OMM et une autre sur la modélisation à Tallahassee (Floride).
En 1974, il préside l’International Symposium on Spectral Methods in Numerical Weather Prediction à Copenhague, Danemark. En 1975, il est membre de la délégation canadienne au septième congrès de l’Organisation météorologique mondiale. De 1980 à 1983, il est membre du comité de sélection pour les bourses en météorologie, aéronomie et astronomie du Conseil de recherche en sciences naturelles et en génie du Canada

## Honneurs
Le docteur Robert a reçu :
- 1967 et 1971, président du jury pour les prix décernée par la Société canadienne de météorologie et d'océanographie
- 1968, nommé Fellow de l’American Meteorological Society
- 1981, prix de la seconde moitié du XXe siècle décerné par l’American Meteorological Society
- 1982, nommé Fellow de la Société royale du Canada
- 1986, reçoit la médaille Patterson, du Service de l'environnement atmosphérique (nom antérieur du Service météorologique du Canada)
- 1987-1993, nommé chercheur émérite par le Service de l'environnement atmosphérique